# Vlatko Sztojanovszki
Vlatko Sztojanovszki (macedónul: Влатко Стојановски; Delcsevo, 1997. április 23. –) macedón válogatott labdarúgó, a Szeptemvri Szofija játékosa.

## Pályafutása

### Klubcsapatokban
A Metalurg Szkopje korosztályos csapataiban nevelkedett, majd 2014. október 29-én mutatkozott be a felnőtteknél a Skendija elleni bajnoki mérkőzésen. 2015. augusztus 29-én az első bajnoki gólját szerezte meg a Mladoszt Carev Dvor ellen 2–1-re elvesztett találkozón. A következő években megfordult a horvát RNK Split, a Neretvanac és a Dugopolje csapataiban. A 2018–19-es szezonban a Renova csapatánál töltötte és a bajnokság gólkirálya lett. 2019. május 4-én négy gólt szerzett a Pobeda ellen 9–1-re megnyert bajnoki találkozón. 2019. július 3-án a francia Nîmes három évre szerződtette. Kölcsönben a Chambly csapatánál is megfordult mielőtt a Gorica szerződtette. 2022 júliusában a Skendija kétévre szerződtette. 2023. február 13-án a bolgár Szeptemvri Szofija igazolta le.

### A válogatottban
2019. november 16-án góllal mutatkozott be a felnőtt válogatottban Ausztria elleni 2020-as labdarúgó-Európa-bajnokság selejtező mérkőzésen. 2021 májusában bekerült az Európa-bajnokságra utazó keretbe.

## Statisztika

### Válogatott
2021. június 21-i állapotnak megfelelően.
| Macedónia | Macedónia       | Macedónia |
| Év        | Pályára lépések | Gólok     |
| --------- | --------------- | --------- |
| 2019      | 2               | 1         |
| 2020      | 4               | 1         |
| 2021      | 3               | 0         |
| 2022      | 0               | 0         |
| 2023      | 0               | 0         |
| Összesen  | 9               | 2         |

## Sikerei, díjai
- A Macedón bajnokság gólkirálya: 2018–19